# Anatkina helena
Anatkina helena är en insektsart som först beskrevs av William Lucas Distant 1908.  Anatkina helena ingår i släktet Anatkina och familjen dvärgstritar.
Artens utbredningsområde är Sri Lanka. Inga underarter finns listade i Catalogue of Life.